# NBA 챔프
《NBA 챔프》(영어: Blue Chips 블루 칩스[*])는 미국에서 제작된 윌리엄 프리드킨 감독의 1994년 스포츠 드라마 영화이다. 닉 놀티가 대학 농구 감독 역을 맡았으며, 래리 버드 등 실제 농구 스타들이 출연하였다. 론 셸턴이 각본을 쓰고 제작에 참여하였다.

## 줄거리
미래의 농구계 스타 재목인 소위 “블루칩” 고등학생 유망주들은 이들의 진학을 원하는 대학들로부터 몰래 뒤에서 돈을 받고 있다. 로스앤젤레스에 위치한 웨스턴 대학 농구팀 돌핀스의 감독 피트는 한 시즌을 망친 뒤 조급해지자 다음 시즌에 돌핀스로 블루칩들을 끌어들이기 위해 걸릴 위험을 감수하며 이 금지된 방식을 쓰는 것을 승인한다.

## 출연진
- 닉 놀티 - 피트 벨 감독 역
- 메리 맥도널 - 제니 벨 역
- J. T. 월시 - “해피” 카이켄돌 역
- 에드 오닐 - 에드 액설비 역: 스포츠 담당 기자.
- 앨프리 우더드 - 러베이다 맥레이 역: 부치의 어머니.
- 밥 쿠지 - 빅 로커 역
- 래리 버드 - 본인 역
- 맷 노버 - 리키 로 역
- 셔킬 오닐 - 니온 부도 역
- 앤퍼니 “페니” 하더웨이 - 부치 맥레이 역
- 마케스 존슨 - 멜 역
- 로버트 월 - 마티 역
- 실크 코자트 - “슬릭” 역
- 짐 비버 - 리키의 아버지 역
- 루이스 고싯 주니어 - 도킨스 신부 역 (크레디트 미기재)
- 나이절 미겔 - 돌핀스 선수 역
- 케빈 벤턴 - 잭 역
- 빌 크로스 - 프레디 역

본인 역 카메오
- 밥 나이트, 제리 타캐니언, 짐 베이하임, 케빈 가넷, 앨런 휴스턴, 딕 바이탤, 토드 도너호, 리처드 피티노, 조지 린치, 캘버트 체이니, 밥 헐리, 에릭 앤더슨, 그레그 그레이엄, 조 힐먼, 키스 스마트, 맷 페인터, 댄 다키치

## 기타 제작진
- 미술: 제임스 비슬
- 의상: 버니 폴랙